# Buick Apollo
La Apollo è un'autovettura compact prodotta dalla Buick dal 1973 al 1975.

## Storia
Era basata sul pianale X della General Motors, che condivideva con la Oldsmobile Omega, la Chevrolet Nova e la Pontiac Ventura. Questi modelli erano strettamente correlati. La Apollo prese il nome dall'omonima divinità greca.

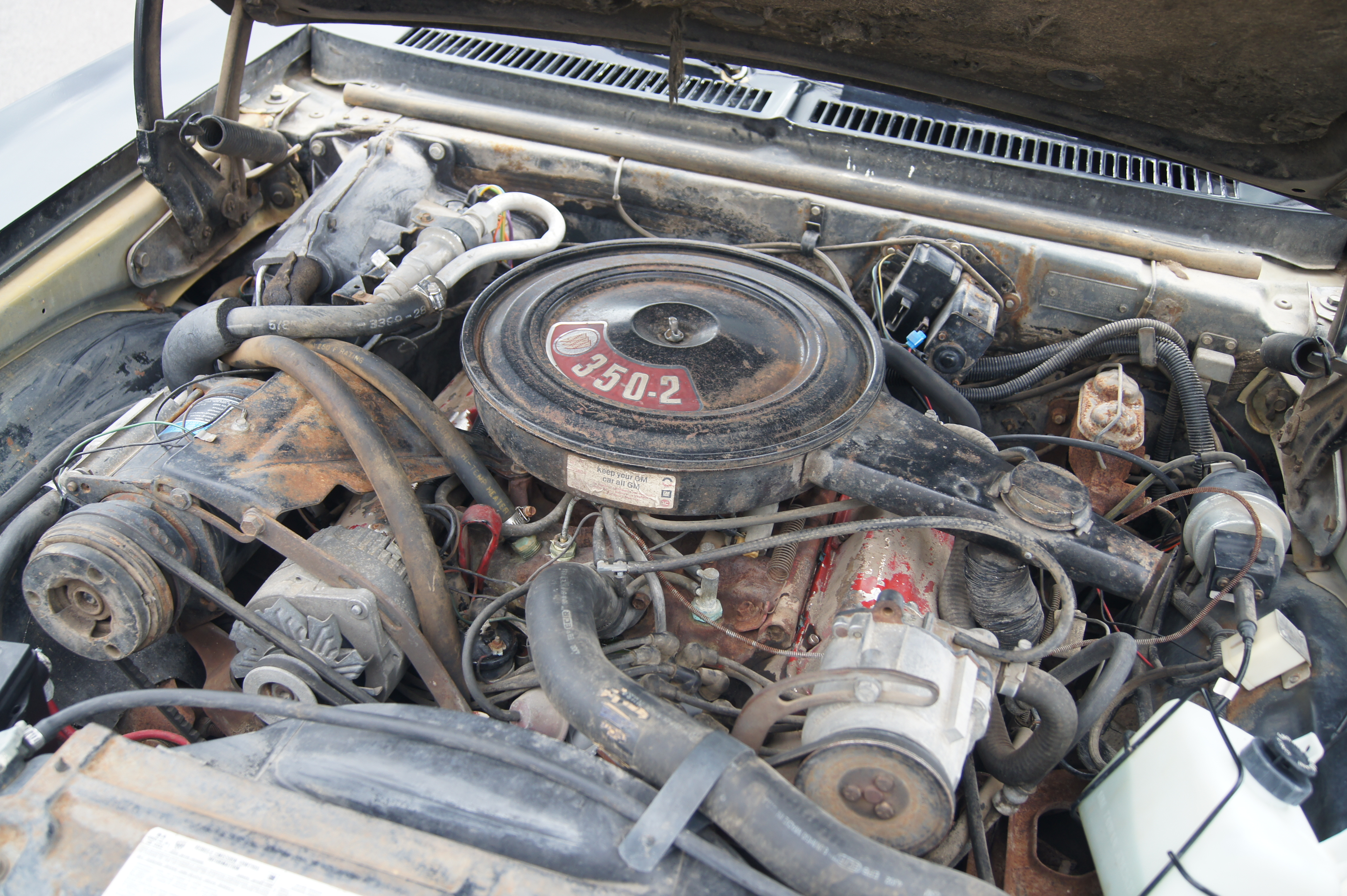
Il motore

La Apollo aveva installato un motore Chevrolet a sei cilindri in linea da 4,1 L di cilindrata, oppure un propulsore V8 Buick da 5,7 L. Entrambi erano disponibili sia nella versione a carburatore doppio corpo, sia nella variante con carburatore a quadruplo corpo. La Apollo era offerta in versione coupé due porte, hatchback due porte e berlina quattro porte. Nel 1975 le versioni a due porte furono rinominate Skylark. L'anno successivo vennero seguite anche dalla versione berlina. Della Apollo ne furono prodotti 112.901 esemplari.
Per la versione coupé fu disponibile, nel 1974, l'allestimento GSX. Era offerto associato a due colori della carrozzeria, rosso e nero, e comprendeva, tra l'altro, una calandra nera, degli adesivi peculiari e dei sedili singoli.

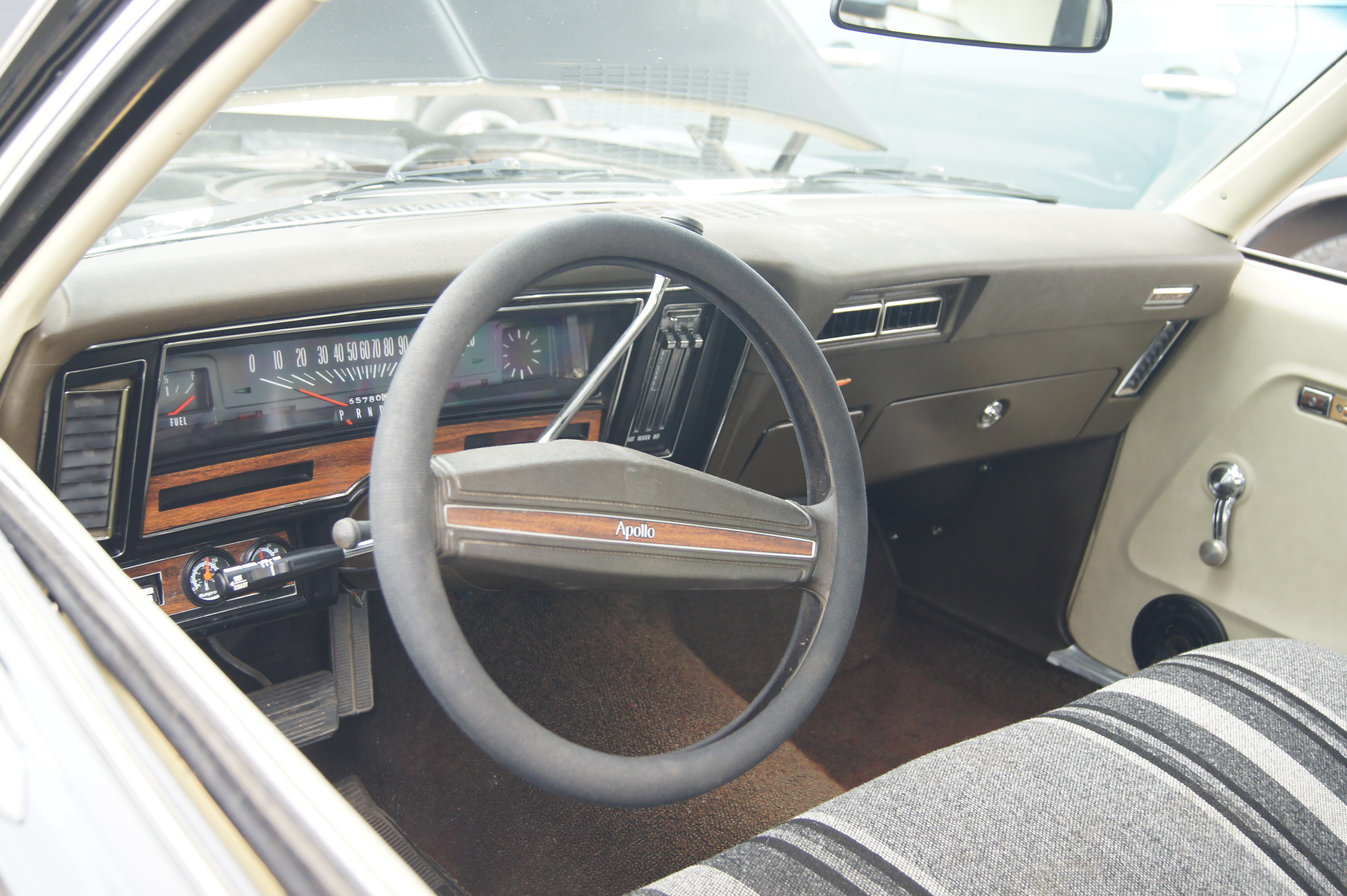
Gli interni

Tra gli altri optional vi erano anche le modanature con inserti colorati a specchio che circondavano la modanatura stessa, la quale correva lungo la fiancata del corpo vettura, a partire dalle finte prese d'aria sui parafanghi anteriori. Altre opzioni erano delle cromature intorno ai finestrini ed una parte cromata sotto la curvatura inferiore delle portiere nei modelli a due porte. C'era anche la possibilità di avere un pacchetto di protezione supplementare composto da un paraurti anteriore maggiorato che possedeva caratteristiche di alto assorbimento degli urti. Quest'ultima caratteristica venne applicata, in presenza dello stesso pacchetto, anche al paraurti posteriore. Tra gli optional, erano anche presenti degli specchietti retrovisori sportivi (sia lato guidatore che conducente). Gli specchietti cromati erano offerti però tra l'equipaggiamento di serie. Gli pneumatici cinturati furono introdotti nel 1975.
Non era installata, sulla carrozzeria, l'antenna radio. Erano invece presenti due cavi vicino al parabrezza.
Erano due i cambi disponibili, entrambi a tre rapporti. Uno era comandato manualmente, mentre l'altro era automatico.